# Chloraea apinnula
Chloraea apinnula là một loài thực vật có hoa trong họ Lan. Loài này được (Gosewijn) Szlach. mô tả khoa học đầu tiên năm 2001.

## Hình ảnh

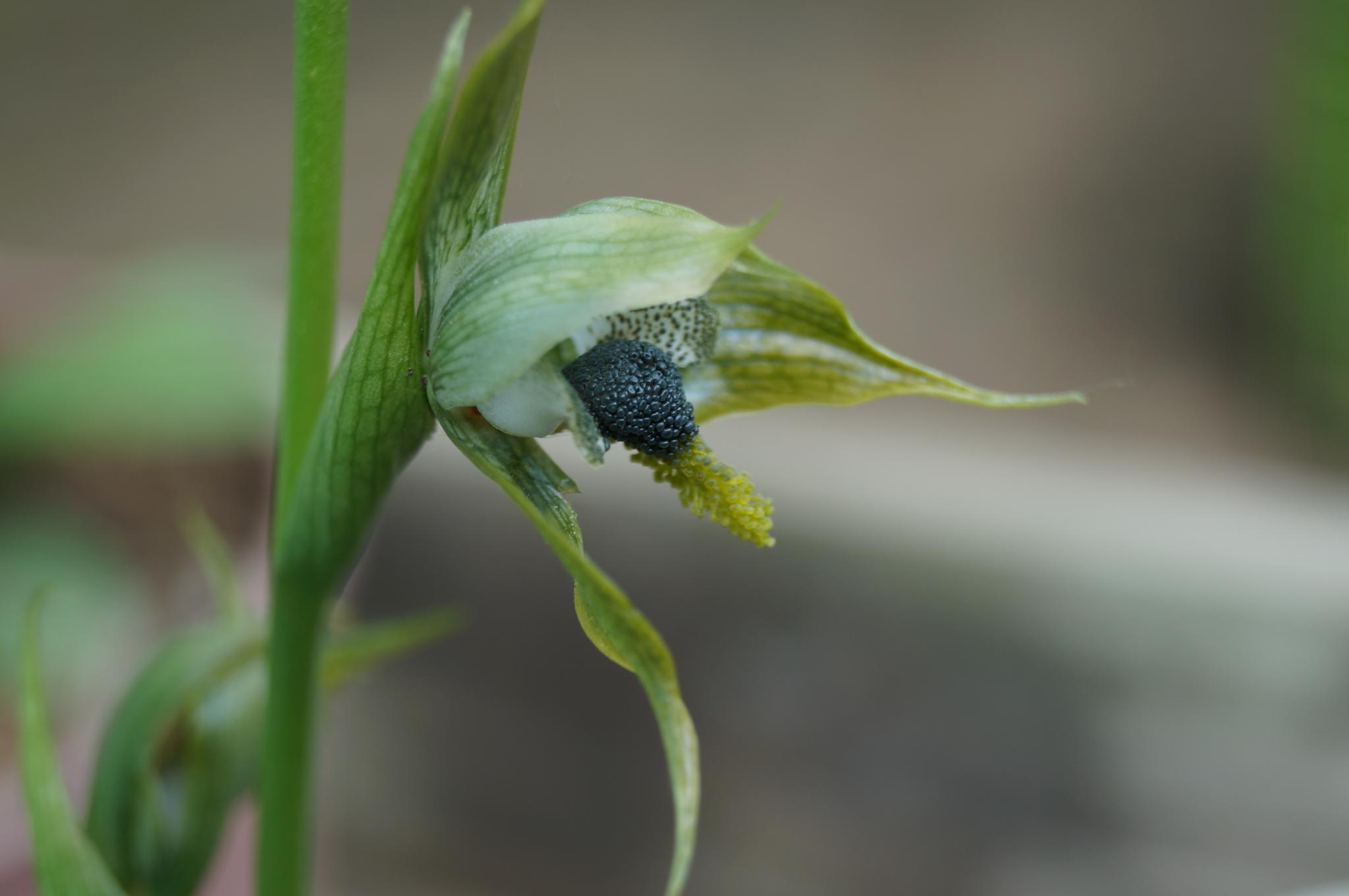